# Phoxocephalidae
Phoxocephalidae es una familia de crustaceos anfípodos marinos. Sus 372 especies se distribuyen por todo el mundo.

## Clasificación
Se reconocen los siguientes géneros agrupados en once subfamilias:
- Baliphoxus Ortiz & Lalana, 1999
- Indophoxus Dang & Hung Anh Le, 2005
- Linca Alonso de Pina, 1993
- Vietophoxus Dang & Hung Anh Le, 2005
- Subfamilia Birubiinae Barnard & Drummond, 1978
  - Bathybirubius Senna, 2010
  - Birubius Barnard & Drummond, 1976
  - Kulgaphoxus Barnard & Drummond, 1978
  - Phoxorgia Barnard & Barnard, 1980
  - Tickalerus Barnard & Drummond, 1978
  - Yan Barnard & Drummond, 1978
- Subfamilia Brolginae Barnard & Drummond, 1978
  - Brolgus Barnard & Drummond, 1978
  - Cunmurra Barnard & Drummond, 1978
  - Elpeddo Barnard & Drummond, 1978
  - Eobrolgus J.L. Barnard, 1979
  - Eyakia J.L. Barnard, 1979
  - Foxiphalus J.L. Barnard, 1979
  - Fuegiphoxus Barnard & Barnard, 1980
  - Ganba Barnard & Drummond, 1978
  - Kuritus Barnard & Drummond, 1978
  - Mandibulophoxus Barnard, 1957
  - Parafoxiphalus Alonso de Pina, 2001
  - Paramesophoxus Gurjanova, 1977
  - Paraphoxus Sars, 1891
  - Pseudfoxiphalus Andres, 1991
  - Waipirophoxus Gurjanova, 1980
  - Wildus Barnard & Drummond, 1978
- Subfamilia Harpiniinae Barnard & Drummond, 1978
  - Basuto Barnard & Drummond, 1978
  - Cocoharpinia G. Karaman, 1980
  - Coxophoxus Barnard, 1966
  - Feriharpinia Barnard & Karaman, 1982
  - Harpinia Boeck, 1876
  - Harpiniopsis Stephensen, 1925
  - Heterophoxus Shoemaker, 1925
  - Proharpinia Schellenberg, 1931
  - Pseudharpinia Schellenberg, 1931
  - Torridoharpinia Barnard & Karaman, 1982
- Subfamilia Joubellinae Barnard & Drummond, 1978
  - Joubinella Chevreux, 1908
  - Kotla Barnard & Drummond, 1978
  - Matong Barnard & Drummond, 1978
  - Synphoxus Gurjanova, 1980
  - Yammacoona Barnard & Drummond, 1978
- Subfamilia Leongathinae Barnard & Drummond, 1978
  - Leongathus Barnard & Drummond, 1978
- Subfamilia Metharpiniinae Jarrett & Bousfield, 1994
  - Beringiaphoxus Jarrett & Bousfield, 1994
  - Grandifoxus J.L. Barnard, 1979
  - Majoxiphalus Jarrett & Bousfield, 1994
  - Metharpinia Schellenberg, 1931
  - Microphoxus J.L. Barnard, 1960
  - Rhepoxynius J.L. Barnard, 1979
- Subfamilia Palabriaphoxinae Gurjanova, 1977
  - Palabriaphoxus Gurjanova, 1977
- Subfamilia Parharpiniinae Barnard & Drummond, 1978
  - Parharpinia Stebbing, 1899
  - Protophoxus K.H. Barnard, 1930
- Subfamilia Phoxocephalinae G.O. Sars, 1891
  - Cephalophoxoides Gurjanova, 1977
  - Cephalophoxus Gurjanova, 1977
  - Diogodias Barnard & Drummond, 1978
  - Eusyrophoxus Gurjanova, 1977
  - Hopiphoxus Barnard & Drummond, 1978
  - Japara Barnard & Drummond, 1978
  - Jerildaria Barnard & Drummond, 1978
  - Kondoleus Barnard & Drummond, 1978
  - Leptophoxoides Barnard, 1962
  - Leptophoxus G.O. Sars, 1895
  - Limnoporeia Fearn-Wannan, 1968
  - Mesophoxus Gurjanova, 1977
  - Metaphoxoides Ledoyer, 1967
  - Metaphoxus Bonnier, 1896
  - Parajoubinella Gurjanova, 1977
  - Parametaphoxus Jarrett & Bousfield, 1994
  - Phoxocephalus Stebbing, 1888
  - Rikkarus Barnard & Drummond, 1978
  - Ringaringa Barnard & Karaman, 1991
  - Uldanamia Barnard & Drummond, 1978
  - Vasco Barnard & Drummond, 1978
- Subfamilia Pontharpiniinae Barnard & Drummond, 1978
  - Griffithsius Jarrett & Bousfield, 1994
  - Pontharpinia Stebbing, 1897
  - Urophoxus Gurjanova, 1977
- Subfamilia Tipimeginae Barnard & Drummond, 1978
  - Booranus Barnard & Drummond, 1978
  - Tipimegus Barnard & Drummond, 1978
  - Trichophoxus K.H. Barnard, 1930
  - Waitangi Fincham, 1977